# 细穗高山桦
细穗高山桦（学名：Betula delavayi var. microstachya）为桦木科桦木属下的一个变种。

## 扩展阅读
- 維基物種上的相關：细穗高山桦